# Derby Allemand
Groupe 1
Le Derby Allemand, en allemand Deutsches Derby, est une course hippique de plat qui se dispute sur l'hippodrome de Hambourg-Horn à Hambourg (Allemagne) au mois de juillet.
Disputée pour la première fois en 1869, c'est une course de Groupe I, réservée aux poulains de 3 ans, qui se court sur 2 400 mètres. Elle est dotée de 650 000 €.

## Palmarès depuis 1987
| Année | Vainqueur      | Pays        | Père              | Jockey               | Entraîneur             | Propriétaire            | Temps   |
| ----- | -------------- | ----------- | ----------------- | -------------------- | ---------------------- | ----------------------- | ------- |
| 2025  | Hochkönig      | Allemagne   | Polish Vulcano    | Nina Baltromei       | Yasmin Almenrader      | Stall Cloverleaf        | 2'37"10 |
| 2024  | Palladium      | Allemagne   | Gleneagles        | Thore Hammer Hansen  | Henk Grewe             | Liberty Racing          | 2'37"18 |
| 2023  | Fantastic Moon | Allemagne   | Sea The Moon      | Rene Piechulek       | Sarah Steinberg        | Liberty Racing          | 2'39"11 |
| 2022  | Sammarco       | Allemagne   | Camelot           | Bauyrzhan Murzabayev | Peter Schiergen        | Gestüt Park Wiedingen   | 2'32"95 |
| 2021  | Sisfahan       | Allemagne   | Isfahan           | Andrasch Starke      | Henk Grewe             | Darius racing           | 2'34"56 |
| 2020  | In Swoop       | France      | Adlerflug         | Ronan Thomas         | Francis-Henri Graffard | Gestüt Schlenderhan     | 2'34"97 |
| 2019  | Laccario       | Allemagne   | Scalo             | Eduardo Pedroza      | Andreas Wöhler         | Gestüt Ittlingen        | 2'29"95 |
| 2018  | Welstar        | Allemagne   | Soldier Hollow    | Adrie de Vries       | Markus Klug            | Gestüt Rottgen          | 2'32"44 |
| 2017  | Windstoss      | Allemagne   | Shirocco          | Maxim Pecheur        | Markus Klug            | Gestüt Rottgen          | 2'41"52 |
| 2016  | Isfahan        | Allemagne   | Lord of England   | Dario Vargiu         | Andreas Wöhler         | Darius Racing           | 2'45"97 |
| 2015  | Nutan          | Allemagne   | Duke of Marmalade | Andrasch Starke      | Peter Schiergen        | Juergen Imm             | 2'30"54 |
| 2014  | Sea The Moon   | Allemagne   | Sea The Stars     | Christophe Soumillon | Markus Klug            | Gestut Gorlsdorf        | 2'29"86 |
| 2013  | Lucky Speed    | Allemagne   | Silvano           | Andrasch Starke      | Peter Schiergen        | Stall Hornoldendorf     | 2'27"87 |
| 2012  | Pastorius      | Allemagne   | Soldier Hollow    | Terence Hellier      | Mario Hofer            | Stall Antanando         | 2'32"23 |
| 2011  | Waldpark       | Allemagne   | Dubawi            | Jozef Bojko          | Andreas Wöhler         | Gestüt Ravensberg       | 2'40"29 |
| 2010  | Buzzword       | Royaume-Uni | Pivotal           | Royston Ffrench      | M. Al Zarooni          | Godolphin               | 2'29"51 |
| 2009  | Wiener Walzer  | Allemagne   | Dynaformer        | Fredrik Johansson    | Jens Hirschberger      | Gestüt Schlenderhan     | 2'29"56 |
| 2008  | Kamsin         | Allemagne   | Samum             | Andrasch Starke      | Peter Schiergen        | Stall Blankenese        | 2'39"29 |
| 2007  | Adlerflug      | Allemagne   | In The Wings      | Fredrik Johansson    | Jens Hirschberger      | Gestüt Schlenderhan     | 2'36"57 |
| 2006  | Schiaparelli   | Allemagne   | Monsun            | Andrasch Starke      | Peter Schiergen        | Stall Blankenese        | 2'30"94 |
| 2005  | Nicaron        | Allemagne   | Acatenango        | Davy Bonilla         | Horst Steinmetz        | Stall Nizza             | 2'35"42 |
| 2004  | Shirocco       | Allemagne   | Monsun            | Andreas Suborics     | Andreas Schütz         | Baron Georg von Ullmann | 2'39"64 |
| 2003  | Dai Jin        | Allemagne   | Peintre Célèbre   | Olivier Peslier      | Andreas Schütz         | WH Sport International  | 2'33"47 |
| 2002  | Next Desert    | Allemagne   | Desert Style      | Andrasch Starke      | Andreas Schütz         | Gestüt Wittekindshof    | 2'39"23 |
| 2001  | Boreal         | Allemagne   | Java Gold         | John A. Reid         | Peter Schiergen        | Gestüt Ammerland        | 2'37"09 |
| 2000  | Samum          | Allemagne   | Monsun            | Andrasch Starke      | Andreas Schütz         | Stall Blankenese        | 2'32"21 |
| 1999  | Belenus        | Allemagne   | Lomitas           | Kevin Darley         | Andreas Wöhler         | Turf Syndikat 99        | 2'25"81 |
| 1998  | Robertico      | Allemagne   | Robellino         | Andrasch Starke      | Andreas Schütz         | Gestüt HofVesterberg    | 2'45"12 |
| 1997  | Borgia         | Allemagne   | Acatenango        | Olivier Peslier      | Bruno Schütz           | Gestüt Ammerland        | 2'31"04 |
| 1996  | Lavirco        | Allemagne   | Königsstuhl       | Torsten Mundry       | Peter Rau              | Gestüt Fährhof          | 2'41"70 |
| 1995  | All My Dreams  | Allemagne   | Assert            | Kevin Woodburn       | Harro Remmert          | Stall Rheinwiese        | 2'32"85 |
| 1994  | Laroche        | Allemagne   | Nebos             | Stephen Eccles       | Heinz Jentzsch         | Gestüt Ittlingen        | 2'28"40 |
| 1993  | Lando          | Allemagne   | Acatenango        | Andrzej Tylicki      | Heinz Jentzsch         | Gestüt Ittlingen        | 2'26"80 |
| 1992  | Pik König      | Allemagne   | Königsstuhl       | Billy Newnes         | Andreas Wöhler         | Albert Darboven         | 2:37.90 |
| 1991  | Temporal       | Allemagne   | Surumu            | Frankie Dettori      | Bruno Schütz           | Stall Rosita            | 2'31"60 |
| 1990  | Karloff        | Allemagne   | Escalvo           | Mark Rimmer          | Bruno Schütz           | Stall Steigenberger     | 2'34"90 |
| 1989  | Mondrian       | Allemagne   | Surumu            | Kevin Woodburn       | Uwe Stoltefuss         | Stall Hanse             | 2'33"70 |
| 1988  | Luigi          | Allemagne   | Home Guard        | Walter Swinburn      | Uwe Ostmann            | Stall Manrcassargues    | 2'31"80 |
| 1987  | Lebos          | Allemagne   | Nebos             | Lutz Mäder           | Bruno Schütz           | Stall Klingenstadt      | 2'34"10 |
| 1986  | Philipo        | Allemagne   | Prince Ippi       | Dave Richardson      | Hartmut Steguweit      | Stall Surinam           | 2'32"40 |
| 1985  | Acatenango     | Allemagne   | Surumu            | Andrzej Tylicki      | Heinz Jentzsch         | Gestüt Fährhof          | 2'29"40 |

## Référence
- Galopp-Sieger.de - Deutsches Derby